# 오상록
오상록은 전남 해남(海南)출생의 독립운동가이며, 본관은 동복(同福)이다. 1990년에 건국훈장 애족장을 추서되었다.

## 생애
오상록은 1929년 11월 11일 동지들과 함께 광주학생운동의 전국적 확산을 모의하고 목포상업학교(木浦商業學校) 한국인 학생들과 타교 학생들을 비밀리에 규합한 후 선전문과 적기(赤旗)를 준비하여 19일 대오를 편성, 목포시내를 시위행진하며 ‘구속학생 석방’과 ‘총독부 폭압정치 절대반대’ 등의 구호를 외치고 격문을 살포하면서 만세를 고창하다가 일경에 붙잡혔다.
그리하여 1930년 3월 20일 광주지방법원에서 소위 보안법 및 출판법 위반으로 징역 6월형을 언도받고 1930년 6월 21일 대구복심법원에서 징역 6월형이 확정되어 옥고를 치렀다.
그는 출옥 후에도 독립운동을 계속하다가 붙잡혀 1933년 11월 22일 일본 명고옥지방법원에서 소위 치안유지법 위반으로 징역 1년 6월형을 언도받고 옥고를 치렀다.